# Unión túnel

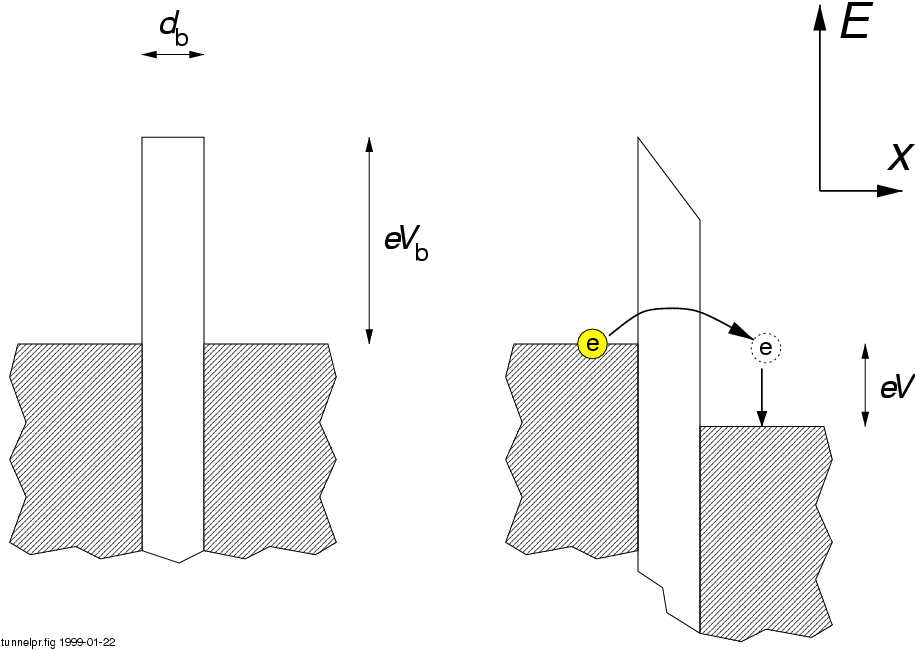
Schematic representation of an electron tunneling through a barrier

En electrónica/espintrónica, una unión túnel es una barrera, como una fina capa aislante o potencial eléctrico, entre dos materiales conductores de electricidad. Los electrones (o cuasipartículas) atraviesan la barrera mediante el proceso de túnel cuántico. Clásicamente, el electrón tiene una probabilidad nula de atravesar la barrera. Sin embargo, según la mecánica cuántica, el electrón tiene una amplitud de onda distinta de cero en la barrera, por lo que tiene cierta probabilidad de atravesarla. Las uniones túnel sirven para diferentes propósitos.

## Célula fotovoltaica multiunión
En las células fotovoltaicas multiunión, las uniones túnel forman las conexiones entre uniones p-n consecutivas. Funcionan como un contacto eléctrico óhmico en el centro de un dispositivo semiconductor.

## Unión túnel magnética
En las uniones túnel magnéticas, los electrones atraviesan una fina barrera aislante de un material magnético a otro, lo que puede servir de base para un detector magnético.

## Túnel superconductor
En las uniones túnel superconductoras, dos electrodos superconductores están separados por una barrera no superconductora. Los pares Cooper transportan la supercorriente a través de la barrera por efecto túnel cuántico, un fenómeno conocido como efecto Josephson. Esta configuración puede constituir la base de magnetómetros extremadamente sensibles, conocidos como SQUID, así como de muchos otros dispositivos.

## Diodo túnel
En los diodos túnel, un diodo permite la tunelización de electrones para determinadas tensiones. Esto permite utilizarlos para generar señales de alta frecuencia.

## Microscopio de barrido en túnel
En la microscopía de barrido en túnel (STM), la punta/aire/sustrato (metal-aislante-metal) puede considerarse una unión en túnel.